# Gleichnis
Ein Gleichnis ist eine kurze Erzählung. Sie dient zur Veranschaulichung eines Sachverhalts nicht durch einen Begriff, sondern durch bildhafte Rede. Über die Veranschaulichung hinaus wird dem Gleichnis auch verändernde Funktion zugeschrieben. Der Hörer/Leser soll sich in der Erzählung selbst entdecken können und damit eingeladen werden, seine Situation zu verändern.